# Списък с епизоди на „Крава и пиле“
Това е списъкът с епизоди на анимационния сериал „Крава и пиле“ с оригиналните дати на излъчване в България.

## Сезон 1: 1997
1. Пътуване до затвора Фолсъм / Момичешката тоалетна – 26 октомври 2007 г. 

2. Крава супермодел / Почасова работа – 29 октомври 2007 г. 

3. Живи! / Коя е Суперкрава? – 30 октомври 2007 г. 

4. Объркан / Феята на перцата – 31 октомври 2007 г. 

5. Най-грозният кренвирш, първа част / Най-грозният кернвирш, епилог – 1 ноември 2007 г. 

6. Подводно спускане / Вкусната мръвка – 2 ноември 2007 г. 

7. Побойници / Машината на времето – 5 ноември 2007 г. 

8. Полицейско-зъболекарско управление / Кравата с четири очи – 6 ноември 2007 г. 

9. Кравешки инстинкти, но дали? / Крава балерина – 7 ноември 2007 г. 

10. Първата целувка на Пиле / Полей маргаритките – 8 ноември 2007 г. 

11. Пиле тревокосач / Крава обича Мъхчо – 9 ноември 2007 г. 

12. Крава в космоса / Легенда за Котката пътник – 12 ноември 2007 г. 

13. Лов на глави в Орегон / Кралят и кралицата на сиренето – 13 ноември 2007 г. 

## Сезон 2: 1998
1. Анакондата Пухчо / Смеещата се локва – 14 ноември 2007 г. 

2. Училище за пирати / Мъртъв дух оттам дотук – 15 ноември 2007 г. 

3. Сандвич с език / Перфектната среща – 16 ноември 2007 г. 

4. Крава сумист / Комета! – 19 ноември 2007 г. 

5. Кирливи ризи / На сафари за бобри-гризли – 20 ноември 2007 г. 

6. Хвърчилото / Кое е първо? – 21 ноември 2007 г. 

7. Ортодонтална полиция / Излегнали се крава и пиле – 22 ноември 2007 г. (Епизодът "Buffalo Gals", както в САЩ, не е излъчен и в България, като на негово място е пуснат епизода „Полицейско-зъболекарско управление“, но под името „Ортодонтална полиция“) 

8. В бонус – зрънчо с вкус на конско месо / Пътешествие до центъра на Крава – 23 ноември 2007 г. 

9. Карате пиле / Дворна разпродажба – 26 ноември 2007 г. 

10. Запознайте се с Ланс Сакълс / Кой се страхува от тъмното? – 27 ноември 2007 г. 

11. Пластични хирурзи / Новият ученик – 28 ноември 2007 г. 

12. Дете звезда / Перпетуална енергия – 29 ноември 2007 г. 

13. Лошо пиле / Стой буден – 30 ноември 2007 г. 

## Сезон 3: 1998-1999
1. Може ли Крава да излезе и да играе? / Рогата завист – 3 декември 2007 г. 

2. Накъде си?/ Бавачката – 4 декември 2007 г. 

3. Кравешка муха / Къде съм? – 5 декември 2007 г. 

4. Сержант Кренвирш / Свиня и пиле – 6 декември 2007 г. 

5. Аз и моето куче / Капан за сънища на Крава – 7 декември 2007 г. 

6. Баба на пазар / Пиле в банята – 10 декември 2007 г. 

7. Пилетата не летят / Физкултура – 11 декември 2007 г. 

8. Пилешки устни / Бягство от училище – 12 декември 2007 г. 

9. Деня в който се родих / Щуротии във фабриката – 13 декември 2007 г. 

10. 101 неща, за които се използват Крава и Пиле / Интелигентен живот? – 14 декември 2007 г. 

11. Внимавай какво си пожелаваш / Изгубени – 17 декември 2007 г. 

12. Нощта на Ед! / Паят на Крава – 18 декември 2007 г. 

13. Професор дългорог бик / Няколко идиота на кънки – 19 декември 2007 г. 

## Сезон 4: 1999
1. Chachi, the Chewing Gum Seal / Black Sheep of the Family – 20 декември 2007 г. 

2. The Full Mounty / Mall Cop – 21 декември 2007 г. 

3. Cow's Toys / I Scream, Man – 24 декември 2007 г. 

4. Cloud Nine / Send in the Clowns – 25 декември 2007 г. 

5. The Big Move / Cow's Magic Blanket – 26 декември 2007 г. 

6. Snail Boy / The Penalty Wheel – 27 декември 2007 г. 

7. Invisible Cow / Monster in the Closet – 28 декември 2007 г. 

8. Chicken's Fairy Tale / Magic Chicken – 31 декември 2007 г. 

9. Major Wedgie / The Loneliest Cow – 1 януари 2008 г. 

10. Cow's Horse / Red Butler – 2 януари 2008 г. 

11. Cow's A Beauty / Piano Lessons – 3 януари 2008 г. 

12. Duck, Duck, Chicken / The Great Pantzini – 4 януари 2008 г. 

13. The Cow and Chicken Blues / The Ballad of Cow and Chicken – 7 януари 2008 г. 